# Ordine di Santa Maria di Betlemme
L'Ordine di Santa Maria di Betlemme, per la precisione "Ordo militaris ac hospitalarius de Sanctae Mariae de Bethlehem", fu un ordine religioso cavalleresco istituito con la bolla Veram semper et solidam datata, con stile fiorentino, il 1º febbraio 1459 che corrisponde al 19 gennaio 1459 da papa Pio II (Enea Silvio Piccolomini) nel quadro di una generale azione politica per contrastare la conquista di Costantinopoli da parte dei turchi (Maometto II) e la perdita alla cristianità di gran parte dell'Europa orientale e balcanica.

## Storia
L'azione militare e ospitaliera (crociata) a cui deve assolvere è nell'immediato quella di difendere le Isole dell'Egeo di fronte alla costa turca, da poco riconquistate dallo Scarampi (con papa Callisto III ancora vivente).
L'idea che è alla base di questa istituzione papale è quella di riunificare sotto una sola insegna gli ordini religiosi-cavallereschi che due secoli prima avevano dato vita alle Crociate verso la Terra santa e Gerusalemme e che si erano trasformati in istituzioni statali o quasi. Vengono pertanto date in dote all'Ordine i beni di molti ordini preesistenti, ordinando loro praticamente di sciogliersi e confluire in una sola milizia. Cosa che ovviamente non avvenne.
Al contrario gli ordini che nel disegno papale avrebbero dovuto confluire nella nuova milizia con le insegne della Madonna erano quelli ormai storici del Santo Sepolcro, di San Lazzaro, di Santo Spirito in Saxia, di Santa Maria dei Crociferi e di San Giacomo d'Altopascio, tutti formalmente aboliti dal Pontefice.
Per la prima volta, dunque, un papa non si limitava a riconoscere e benedire una Crociata ma istituiva egli stesso un ordine cavalleresco, promuovendo in prima persona una Crociata con un dichiarato fine politico prima ancora che religioso: difendere l'unità dell'Europa cristiana. Per comprendere questo proposito, in un'epoca ormai di pieno Rinascimento, bisogna guardare alla biografia di papa Pio II, autore per altro di una lettera a Maometto II e uomo egli stesso del Rinascimento italiano di cui fu un esponente letterario non di secondo piano.
I Cavalieri dell'Ordine di Santa Maria di Betlemme, capeggiati dal Gran Maestro Daimberto de Amorosa, si stabilirono nell'isola di Lemnos e la tennero per circa un anno, ma furono ricacciati dai Turchi e si rifugiarono nell'isola di Syra, unendosi ai Cavalieri dell'Ordine gerosolimitano (futuro Ordine di Malta in quel tempo detto appunto Ordine di Rodi) e fondandovi un ospizio nel 1464. In attesa che papa Pio II compisse il proprio disegno di Crociata verso Costantinopoli e contro Maometto II, l'Ordine venne laicizzato mantenendo le finalità militari e il Gran Magistero, previsto inizialmente come elettivo, venne affidato alla famiglia di Daimberto de Amorosa. Morto Pio II nel 1464, l'idea della guerra contro i Turchi venne portata avanti dai suoi successori, Paolo II e Sisto IV. Lemnos fu riconquistata dai Veneziani alla fine del 1464 e i cavalieri vi fecero ritorno, ma nel 1479 l'isola fu ripresa definitivamente dai Turchi. Tornati sconfitti dall'isola di Syra, dove si erano nuovamente rifugiati, i cavalieri si stabilirono a Napoli in attesa delle decisioni del Papa. Morto Daimberto de Amorosa, divenne Gran Maestro suo fratello Giovanni.
Papa Innocenzo VIII, con una bolla del 1484 cedette tutti i beni dell'Ordine Betlemita a quello di Rodi, che l'aveva ospitato in ritirata da Lemno; l'isola di Rodi divenne così l'ultimo baluardo cristiano nelle Isole dell'Egeo.
I cavalieri dell'Ordine di Santa Maria di Betlemme portavano un mantello bianco con croce rossa. Leibniz ne pubblicò la bolla di fondazione.
L'ordine fu privato dei beni e delle finalità militari dalla bolla papale di Innocenzo VIII.